# Maljevac
Maljevac ist ein Dorf in Kroatien mit 115 Einwohnern (Stand 2011) aus der Gemeinde Cetingrad. 
Die Bevölkerung setzt sich überwiegend aus Bosniaken, daneben auch Serben und Kroaten zusammen.

## Geografie
Maljevac liegt am Fluss Glina, grenzt an der bosnischen Stadt Velika Kladuša. Das Dorf ist über die Autobahn D216 erreichbar.
Es beherbergt eine Moschee, die von der lokalen Bosniakischen Bevölkerung besucht wird.

## Persönlichkeiten
Enis Bašić, der jüngste Hāfiz Europas, lebt in Maljevac. Mit 6 Jahren lernte er die arabische Schrift, und mit 8 Jahren rezitierte er den kompletten Koran auswendig. Unter der Leitung von Imam Aziz Alili widmete sich Enis dem Koranstudium, bevor er zur Schule ging und die bosnische Schrift lernte. Er erhielt in Sarajevo ein Diplom.